# Грин, Милтон
Милтон Грин (14 марта 1922, Нью-Йорк — 8 августа 1985, Лос-Анджелес) — фэшн-фотограф, фотографировавший многих знаменитостей. Работал на протяжении четырёх десятилетий. Более всего известен своими фотоработами, которые он делал с Мэрилин Монро.

## Биография
Родился в Нью-Йорке 14 марта 1922 года. Начал фотографировать в возрасте 14 лет. Хотя он учился в известном Институте Пратта (учебном заведении, дающем образование в области искусства, дизайна и архитектуры), его интерес к фотографическому способу получения изображения всё-таки пересилил. Вскоре он стал учиться у фотожурналиста Эллиота Элисофена. Впоследствии его увлечение фотографией и собственный стиль позволили ему стать ассистентом Луизы Даль-Вульф, фэшн-фотографа, известного своими работами, которые печатались на обложках и страницах модного женского журнала Harper’s Bazaar. В возрасте двадцати трех лет Грина уже называли не иначе, как «вундеркинд цветной фотографии» (Color Photography’s Wonder Boy).
Большинство работ Грина, сделанных им в 1950-х и 60-х годах, публиковали такие знаменитые издания, как Life, Look, Harper’s Bazaar, Town & Country и Vogue.
Считается, что вместе с другими известными фотографами, такими как Ричард Аведон, Сесил Битон, Ирвин Пенн и Норман Паркинсон, он ввёл модную фотографию в сферу изобразительного искусства.
Грин был первоначально известен своими high-fashion снимками, но наибольшую известность ему принесли сделанные им фотопортреты артистов, музыкантов, кино-, теле- и театральных знаменитостей. Его режиссёрские способности позволили ему увидеть те качества, которые характеризовали человека, и перенести свой замысел на снимок. Он хотел сохранить человеческую красоту, которую он ощущал своим сердцем, и показать тех, кого он снимал, элегантно и естественно. Он мог перенести своё ощущение человека на фотографический образ — в этом был его дар.
Среди знаменитостей, которых снимал Милтон Грин, были Мэрилин Монро, Фрэнк Синатра, Грейс Келли, Марлен Дитрих, Сэмми Дэвис-младший, Элизабет Тейлор, Кэри Грант, Софи Лорен, Граучо Маркс, Одри Хепбёрн, Энди Уорхол, Джуди Гарланд, Джакометти, Лорен Хаттон, Альфред Хичкок, Роми Шнайдер, Лоренс Оливье, Ава Гарднер, Стив Маккуин, Клаудия Кардинале, Пол Ньюман, Лорен Бэколл, Диззи Гиллеспи, Катрин Денев, Норман Мейлер, Джейн Фонда а также многие другие. Но наибольшую известность ему принесли фотографии именно Мэрилин Монро, с которой его связывали не только деловые, но и дружеские отношения.
Грин впервые столкнулся с Мэрилин Монро по заданию Look. Они быстро стали близкими друзьями и в конечном счете создали свою собственную киностудию, на которой были созданы фильмы «Автобусная остановка» и «Принц и танцовщица». Прежде чем выйти замуж за Артура Миллера, Монро жила с Грином и его семьёй в их сельском доме в Коннектикуте. В течение этого периода Грин сделал некоторые снимки, которые сейчас относятся к числу самых известных фотографий Монро. За эти четыре года Грин фотографировал Монро в 52 фотографических сессиях, в том числе в знаменитой «Black sitting».
Монро доверила Грину автобиографию под названием «Мой рассказ» («My story»). Позже он будет сотрудничать с Норманом Мейлером при создании вымышленной автобиографии Монро «О женщинах и их элегантности» (Of Women and Their Elegance).
Его фотографии снискали ему множество национальных и международных званий, медалей и наград, среди них премии Американского института графических искусств и Art Director’s Club в Нью-Йорке, Чикаго, Лос-Анджелесе, Филадельфии, Сан-Франциско и Детройте. Одна из его последних наград была от Art Director’s Club в Нью-Йорке за его работу в Harper’s Bazaar.

## Личная жизнь
Был женат на модели Эми Грин. У них было двое сыновей: Энтони и Джошуа.

## Работа в кинематографе
- Исполнительный продюсер — «Принц и танцовщица». В ролях: Мэрилин Монро и Лоренс Оливье, Warner Brothers;
- Консультант по видеоэффектам — «Автобусная остановка», в главной роли Мэрилин Монро и Дон Мюррей, 20th Century Fox;
- Исполнительный продюсер — NBC Paris Special с Лорен Бэколл, Кристиан Диор, Ив Сен Лоран, Пьер Карден, Эмануэль Унгаро и Марк Бохан, NBC TV;
- Исполнительный продюсер — Half Hour с Кэндис Берген, при поддержке Wool Bureau, CBS TV;
- Исполнительный продюсер — названия фильмов, Sammy Davis Show, еженедельный сериал, NBC TV;
- Продюсер / режиссёр — Coty Awards.

## Публикации
- «But That’s Another Story — A photographic Retrospective of his life’s work»
- «Of Women and Their Elegance» — A Collaboration: Norman Mailer, Simon & Schuster
- «Marilyn Monroe» — A Biography by Norman Mailer, Grosset & Dunlop, Inc.
- «The Nude in Photography» — Arthur Goldsmith; Ridge Press
- «The Look Book» — Leo Rosten and Harry N. Abrams
- «The Image Makers» — Sixty Years of Hollywood Glamour; McGraw Hill
- «U.S. Camera» — U.S. Camera Publishing
- «20,000 Years of Fashion» — Harry Abrams
- «My Story» — Marilyn Monroe; Stein & Day
- «The Marcel Marceau Counting Book» — Double Day & Co
- «Life Goes to the Movies» — Time-Life Books
- «The Best of Life» — Time-Life Books
- «Life in Camelot; The Kennedy Years» — Time-Life Books
- «The First Fifty Years of Life» — Time-Life Books
- «Miltons Marilyn» -Written by James Kotsilibas-Davis and Joshua Greene
- «My Story: The Autobiography of Marilyn Monroe» The definitive autobiography of Marilyn Monroe

## В популярной культуре
В 2011 году английский актёр Доминик Купер снялся в роли Милтона Грина в фильме «Моя неделя с Мэрилин».